# Mavzolej Mohameda V.
Mavzolej Mohameda V. (arabsko ضريح محمد الخامس, latinizirano: Ḍarīḥ Muḥammad al-Khāmis) je mavzolej, ki stoji nasproti Hasanovega stolpa v Rabatu v Maroku. Vsebuje grobnice maroškega kralja Mohameda V. in njegovih dveh sinov, pokojnega kralja Hasana II. in princa Abdalaha.

## Zgodovina
Mohamed V. je umrl leta 1961. Gradnjo njegovega mavzoleja je naročil Hasan II.. Kompleks je zasnoval vietnamski arhitekt Cong Vo Toan z uporabo tradicionalnih oblik in sodobnih materialov. Bogati materiali, kot tudi namerna uporaba zgodovinskih obrti in motivov, niso namenjeni samo poklonu Mohamedu V., ampak tudi vzbujanju njegovih lastnih prizadevanj za spodbujanje tradicionalne obrti kot sredstva za spodbujanje občutka maroške identitete.
Gradnja se je začela leta 1961 in je vključevala prenovo plašča porušene mošeje iz obdobja Almohadov, ki ji je pripadal Hasanov stolp. Gradnja je bila končana leta 1971 in istega leta so sem prenesli truplo Mohameda V. Njegov sin Abdalah je bil tukaj pokopan leta 1983. Tu je bil po smrti leta 1999 pokopan tudi Hasan II.

## Opis
Mavzolej stoji na dvignjeni ploščadi na jugovzhodnem vogalu esplanade. To je pravokotna konstrukcija iz armiranega betona, ki je na zunanji strani prekrita z belim marmorjem. Zunanjost zaznamujejo portiki z mavrskimi loki in piramidasto zeleno streho. Tudi loki so večločni, stenske površine nad njimi pa so izrezljane z značilnim maroškim motivom sebka. Notranjost mavzolejske komore pokriva kupola iz mahagonijevega lesa z barvnim steklom, medtem ko so stene prekrite s ploščicami zellij. Nekateri elementi so obdelani z brušeno medenino. Kenotaf Mohameda V. je izrezljan v belem oniksu, izdelal pa ga je obrtnik Ibn Abdelkrim. Pogosto je prisoten bralec Korana, ki ima svoj sedež.
Na zahodu, nasproti mavzoleja in na jugozahodnem vogalu starodavne mošeje, je še ena stavba na dvignjeni ploščadi: pravokoten paviljon na prostem z vrstami lokov, ki je bil zasnovan kot muzej za rodbino Alavi. Prostor med obema objektoma zapolnjuje spremljajoča mošeja, ki je prav tako zgrajena kot del kompleksa. Mošeja stoji na nižjem nivoju, da ne bi ovirala pogleda na drugi dve strukturi. Njena hipostilna notranjost je razdeljena na moški in ženski del ter vključuje marmorno tlakovano dvorišče (sahn).

## Galerija
- Arhitekturna mojstrovina
- Častna straža pri mavzoleju
- Notranjost mavzoleja z bralnikom Korana
- Vodnjak